# Люксембург-Горьковский эффект
Люксембург-Горьковский эффект (кроссмодуляция) — нелинейный эффект, происходящий при распространении нескольких радиоволн (в самом простом случае двух) в плазме, связанный с тем, что при распространении достаточно сильной электромагнитной волны, промодулированной по амплитуде волной с меньшей частотой, плазма разогревается в поле 1 волны, и это приведёт к тому, что при прохождении волны 2 в ней появятся искажения, связанные с волной 1. Сама формулировка задачи и название явления тесно связаны с историей открытия. Впервые данный эффект был обнаружен в 1933 году в Эйндховене (Нидерланды), при приёме швейцарской радиостанции прослушивалась работа лежащей на пути мощной станции «Люксембург». Аналогичная картина наблюдалась в городе Горьком, где при приёме радиостанций, расположенных на западе от Москвы, прослушивались мощные московские станции. Обычно глубина такой модуляции не превосходит 1-2 %, но может и достигать порядка 10 % (глубина модуляции — основная характеристика амплитудной модуляции — отношение разности между максимальным и минимальным значениями амплитуд модулированного сигнала к сумме этих значений, выраженное в процентах {\displaystyle {\frac {A_{max}-A_{min}}{A_{max}+A_{min}}}}). Теория Люксембург-Горьковского эффекта разрабатывалась австралийскими физиками В. Бейли и Д. Мартином (1934-37), советским физиком В. Л. Гинзбургом (1948).